# Пилипенко, Галина Анатольевна
Галина Анатольевна Пилипенко (7 октября 1961, с. Михайлово-Александровка, Чертковский район, Ростовская область) — российская журналистка, корреспондент программы «Вести Дон» телеканала «Россия-ДонТР», главный редактор журнала «Ура Бум-Бум!» (1988—1993) и сайта «Новостной блог Ростова-на-Дону». Создатель первого в мире подкаста «Иллюзия независимого радио».

## Биография
Родилась 7 октября 1961 года в с. Михайлово-Александровка Чертковского района Ростовской области. С детства мечтала жить в Ленинграде и работать плиточницей.
В 1983 году окончила журфак Ростовского государственного университета. Учась на журфаке, издавала рукописный журнал «Лица».

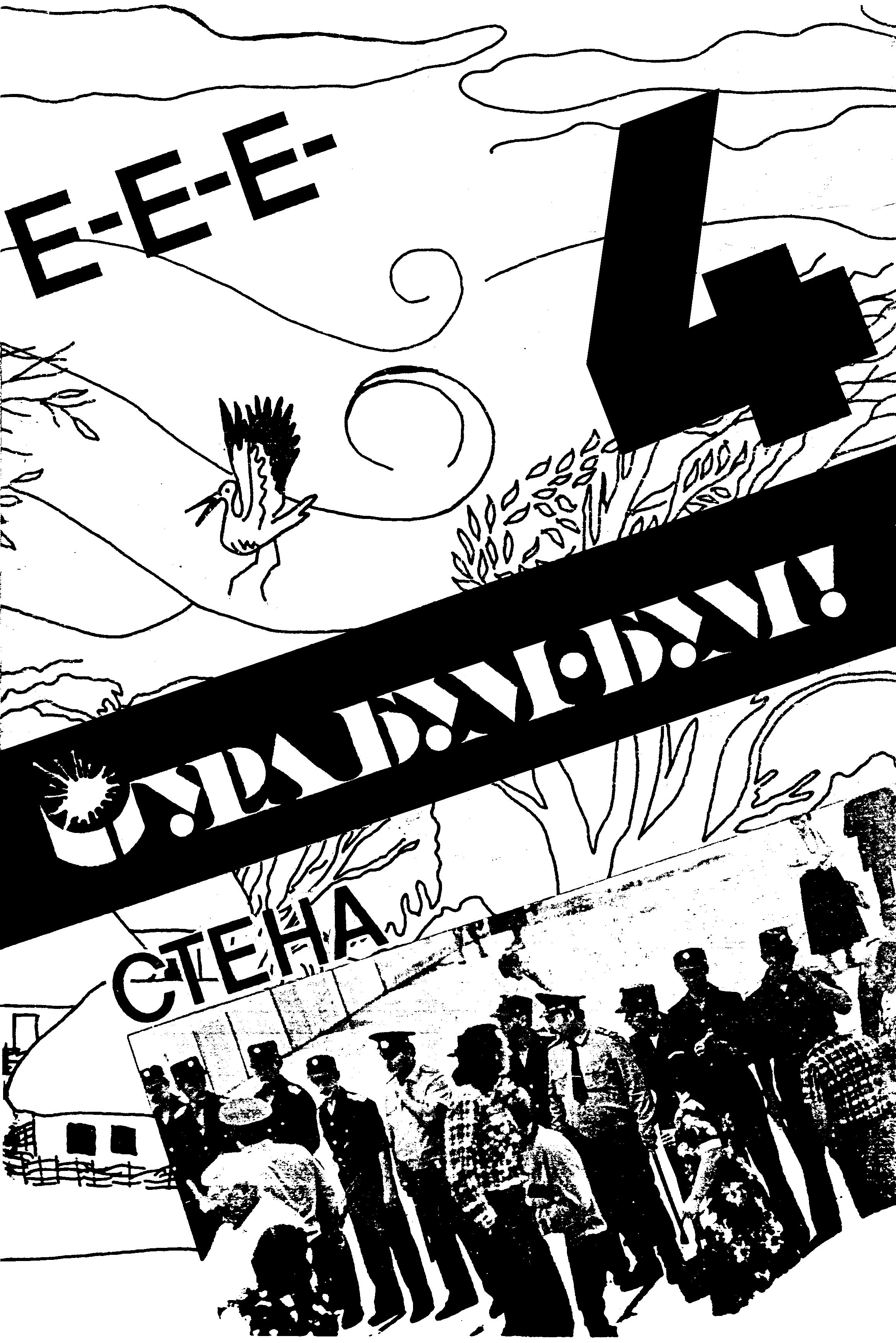
Обложка журнала «Ура Бум-Бум!» № 4, 1990

С 1988 по 1993 год редактировала и издавала самиздатовский журнал «Ура Бум-Бум!». В круг интересов журнала попадали «Алиса», «Весёлые картинки», «Зазеркалье», «Пекин Роу-Роу», «Площадь согласия», «Там! Нет Ничего», «Театр Менестрелей», «ЭЛЕН», Александр Башлачёв, Олег Григорьев, Святослав Задерий, Кирилл Комаров, Юрий Наумов, Кирилл Серебренников, Авдей Тер-Оганьян, Сергей Медведев, Эльфрида Новицкая, Сергей Тимофеев, Янка Дягилева и др. Распространялся журнал по самодеятельной подписке и география его распространения простиралась от Калининграда до Владивостока. «На взгляд N, тот факт, что „Ура Бум Бум“ не просто всё ещё жив, но и растёт, сам по себе сверхъестественен» — писала в 1995 году Катерина Гордеева в еженедельнике «Город N».
В 1989 году совместно с Валерием Посиделовым создала самиздатовский подкаст-проект «Иллюзия независимого радио», который оказался первым в мире подкастом, созданным в СССР в эпоху, предшествующую интернету. Поскольку интернет в стране ещё отсутствовал, а какие-либо попытки выйти в радиоэфир официальным образом не рассматривались в принципе — в силу известной свирепости южно-российской медийной цензуры — «Иллюзия независимого радио» концептуально явилась предтечей российского подкастинга. «Радиопрограммы» записывались в домашней студии и тиражировались на магнитофонных бобинах и кассетах. Выпуски «Иллюзии независимого радио» распространялись по подписке по всей стране.

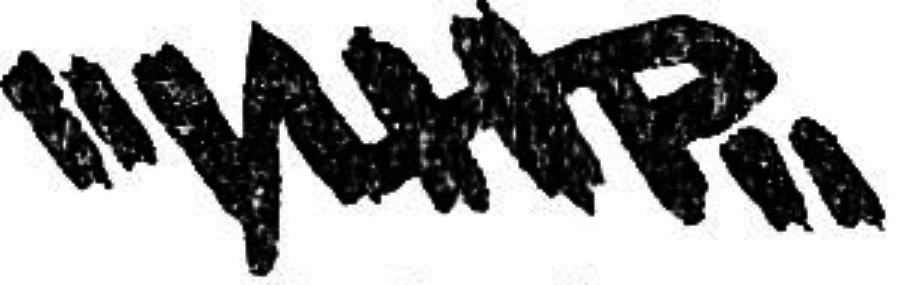
Логотип проекта «Иллюзия независимого радио», 1989

Работая тележурналистом в ГТРК «Дон-ТР», создала ряд авторских программ: «Истории в стиле рок» (программа о ростовских и отечественных рок-деятелях, реж. Кирилл Серебренников), «Труба» (реж. Кирилл Серебренников), «Модная линия» (выходила в течение нескольких лет каждую субботу в 17.30 на канале «Россия-Дон ТР»). Сотрудничала с газетами «Наше время», «Курьер», «Седьмая столица», «Ростов официальный», журналами «Фьюче ТВ», «Аэрофлот ДОН» и др., занималась контентом сайтов журнала «ВООМ», ТВ-программы «ТРУБА», агентства моделей «Lorenzo Models», ТВ-программы «Модная линия».
В 1995 году начала писать «Энциклопедию названий рок-групп». Позже — корреспондент программы «Вести-Дон» ВГТРК «Россия-Дон-ТР».
В 2011 году вела ряд публичных интервью «Библиотека людей» в интеллектуальном клубе Peshkoff st на улице Горького N 90 в Ростове-на-Дону со знаменитостями.

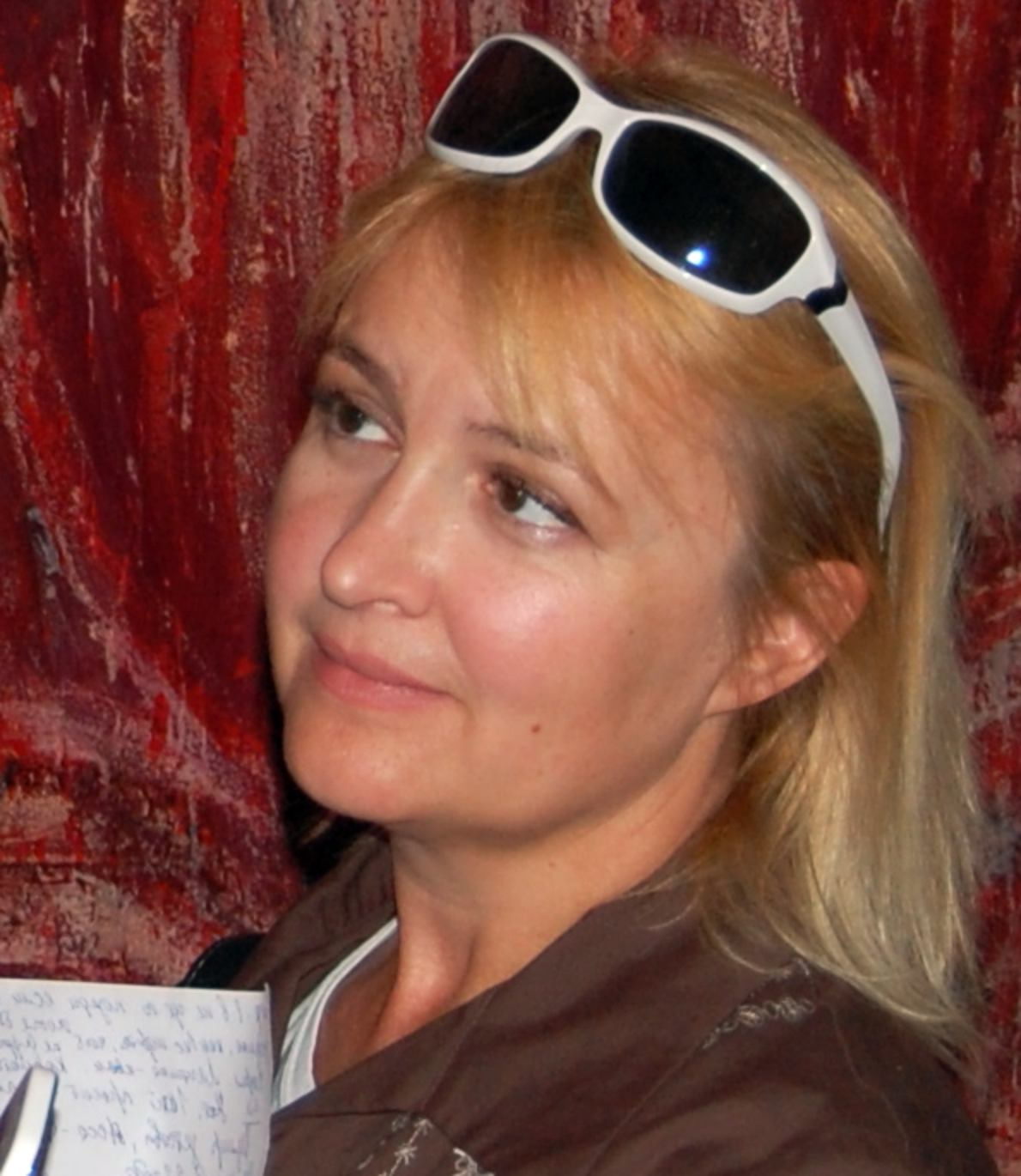
Галина Пилипенко в 2010 году

С 2011 года — создатель и редактор сайта «Новостной блог Ростова-на-Дону». В том же году сайт был номинирован журналом «Собака.ru» в категории «Общество/социальные проекты». В дальнейшем сайт неоднократно отмечался различными премиями журналистского сообщества. «Новостной блог Ростова-на-Дону» посвящён культурной жизни города и региона, принципиально не затрагивая политико-экономическую тематику.
Многие годы Галина Пилипенко разрабатывала в своих публикациях тему о скульпторе Сергее Королькове. В январе 2023 года сценарий документального фильма Пилипенко о Сергее Королькове «Дорогой Королёк или Монументальный антисоветчик» был отмечен Специальным дипломом жюри конкурса журналистов «Искра Юга 2022».
Живёт и работает в Ростове-на-Дону.

## Награды и премии
- 2011 — Конкурс «Человек года» журнала «Деловой квартал». Победитель в номинации «Блогер года».[17]
- 2012 — Южнороссийская премия «Искра Юга 2011». Победитель в номинации «Лучший блог».[3]
- 2014 — Южнороссийская премия «Искра Юга 2013». Победитель в номинации «Комментарий/колонка».[18]
- 2015 — Южнороссийская премия «Искра Юга 2014». Диплом финалиста в номинации «Лучший блог».[19]
- 2015 — Южнороссийская премия «Искра Юга 2014». Специальный диплом жюри «За феноменальное интервью с музыкантом Юрием Наумовым».[19]
- 2016 — Южнороссийская премия «Искра Юга 2015». Диплом финалиста в номинации «Фотография» за снимок «Донское Единство».[20]
- 2016 — Лауреат всероссийского телефестиваля «Герой нашего времени» (Санкт-Петербург).[21]
- 2023 — Южнороссийская премия «Искра Юга 2022». Специальный диплом жюри за сценарий документального фильма о Сергее Королькове «Дорогой Королёк или Монументальный антисоветчик»[16].
- 2024 — Южнороссийская премия «Искра Юга 2023». Диплом финалиста в номинации «Лучший тематический проект на страницах медиа» за проект «Возвращение имени. Художник Александр Жданов».

## Хакерская атака на сайт Галины Пилипенко
В мае 2016 года выяснилось, что на сайт Галины Пилипенко «Новостной блог Ростова-на-Дону» была совершена серия хакерских атак. Целью этих атак оказалось несанкционированное размещение на сайте копии полукриминальной статьи, посвящённой борьбе различных структур за активы недавно убитого столичного предпринимателя-мультимиллионера Александра Минеева. Разместив эту статью, хакеры успели сделать скриншот данной публикации и заверили его нотариально. Несмотря на то, что редактор сразу же удалил самовольно размещенную статью, сделанного и нотариально заверенного скриншота оказалось достаточно для того, чтобы подать на Галину Пилипенко в суд. Трое московских адвокатов, упоминаемых в этой статье — Вадим Веденин, Евгений Полянский и Вадим Строкин — потребовали от блогера компенсации суммарно более 150 тысяч рублей. Был предъявлен иск об оскорблении чести и достоинства этих трёх адвокатов. Копия этой статьи была размещена и на нескольких других интернет-ресурсах, к которым этими адвокатами были также предъявлены аналогичные иски. Этими ресурсами оказались владимирский медиа-холдинг «АБИ Медиа», газета «Призыв» и сайт www.corrupcia.net.
На вопрос журналистов, какую цель преследуют адвокаты кроме материального удовлетворения, один из них, адвокат Вадим Веденин, заявил, что «нет желания бешеные деньги взыскать с кого-то», их цель — доказать, что перепечатанные статьи содержат недостоверную информацию. Спустя несколько дней Веденин сообщил, что, если Галина Пилипенко докажет свою невиновность — истцы готовы отказаться от требуемых денег.